# Broadway Danny Rose
Broadway Danny Rose is een Amerikaanse film uit 1984 van regisseur Woody Allen. Het is een komedie over een tweederangs theateragent die droomt van zijn grote doorbraak, maar in plaats daarvan betrokken raakt bij de liefdesperikelen van een uitgerangeerde zanger, een gangstermeisje en een lid van de maffia.

## Verhaal
Het verhaal van Broadway Danny Rose wordt verteld door een groep komieken die verzameld zijn in de Carnegie Deli, een 'diner' in New York in 1969. Ze halen herinneringen op aan de slechtste theateragent ooit, Broadway Danny Rose. Rose was aanvankelijk een stand-upcomedian, maar verlegde al snel zijn terrein naar de wereld van de artiestenbemiddeling. Hij vertegenwoordigt een groep artiesten van twijfelachtig allooi die verder niemand wil hebben. Rose zet zich echter voor honderd procent in voor zijn mislukkingen. Ondanks zijn weinig succesvolle pogingen om door te breken, blijft Danny Rose dromen van een gouden carrière als impresario.
Zijn grote troef is Lou Canova, een zanger die vroeger een hitje heeft gehad en nu alweer enige jaren op een zijspoor terecht is gekomen, onder andere door zijn drankprobleem. Danny Rose gelooft heilig in Canova, en werkt aan het imago van zijn cliënt. Het zelfvertrouwen van Lou groeit onder de vernieuwde aandacht. Rose die er op gokt dat Canova weer een hit gaat scoren in de nostalgiegolf die is uitgebroken, krijgt het voor elkaar dat Canova mag optreden in een club waar ook een belangrijke vertegenwoordiger van een platenmaatschappij zal zijn. Canova is nerveus voor het optreden en zegt dat hij alleen kan optreden als zijn minnares Tina Vitale ook in de club aanwezig is. Zijn vrouw is echter ook aanwezig tijdens het optreden, dus is het aan Rose om Tina op te halen en te zorgen dat minnares en vrouw elkaar niet tegenkomen.
Dan blijkt Tina ook de vriendin te zijn van een maffioso. De weinig dappere Rose zit nu tot zijn nek in de problemen. Hij moet Lou nuchter houden, Tina naar de club halen en tegelijkertijd de maffia van zijn lijf houden. Na een lange trip vol bizarre momenten komen ze eindelijk bij de club aan. Danny Rose, die denkt dat Tina meer voor hem is gaan voelen, wordt voor de zoveelste keer bedrogen. Tina gaat naar Lou en haalt hem over om Danny te laten schieten en een beter management te zoeken. Teleurgesteld gaat Rose terug naar zijn stal vol mislukkingen.

## Rolverdeling
| Acteur            | Personage    |
| ----------------- | ------------ |
| Woody Allen       | Danny Rose   |
| Mia Farrow        | Tina Vitale  |
| Nick Apollo Forte | Lou Canova   |
| Sandy Baron       | zichzelf     |
| Corbett Monica    | zichzelf     |
| Jackie Gayle      | zichzelf     |
| Morty Gunty       | zichzelf     |
| Will Jordan       | zichzelf     |
| Howard Storm      | zichzelf     |
| Jack Rollins      | zichzelf     |
| Milton Berle      | zichzelf     |
| Craig Vandenburgh | Ray Webb     |
| Herb Reynolds     | Barney Dunn  |
| Paul Greco        | Vito Rispoli |
| Frank Renzulli    | Joe Rispoli  |

## Achtergrond
Broadway Danny Rose liet volgens critici een heel andere Woody Allen zien dan normaal. Danny Rose heeft weliswaar een aantal zaken gemeen met zijn 'schepper', maar is wel zelfbewuster dan de neuroten die Allen meestal opvoert. Een andere bijzonderheid is de rol van Tina, die wordt vertolkt door Mia Farrow. Allen schreef de rol special voor Farrow met de bedoeling dat ze iets totaal anders zou spelen dan wat het publiek van haar gewend was. Tina is luidruchtig, ordinair en zeer zelfverzekerd, dit in tegenstelling tot de bijna breekbare, stille karakters die Farrow meestal speelt, die onherkenbaar is achter haar zonnebril en opgestoken haar. De film probeert te laten dat een positieve instelling bergen kan verzetten, ook al wordt men door dezelfde bergen uiteindelijk verpletterd.
Allen had verschillende acteurs op het oog voor de rol van Lou Canova, zoals Robert De Niro en zelfs Sylvester Stallone. Uiteindelijk gaf hij de voorkeur aan Forte, juist omdat deze acteur minder bekend was.
Broadway Danny Rose bracht in het openingsweekend $953.794 op; gemiddeld $8.750 per bioscoop. In totaal bracht de film $10.600.497 op, tegen een budget van $8 miljoen.